# Aygezard
Aygezard là một đô thị thuộc tỉnh Ararat, Armenia. Dân số ước tính năm 2011 là 3212 người.